# Кіноклуб
Кіноклуб — громадська організація, основними цілями якої є перегляд та колективні обговорення фільмів, ознайомлення глядачів з кіномистецтвом. Зазвичай в окремо взятій країні кіноклуби об'єднані в національні організації, та організації більш локального рівня. Також є Міжнародна асоціація кіноклубів (International Federation of Film Societies), яка заснована у 1947 році у Каннах, Франція.